# Station Bogdaniec
Station Bogdaniec is een spoorwegstation in de Poolse plaats Bogdaniec.